# Nicole Bullo
Nicole Bullo, född den 18 juli 1987 i Claro i Schweiz, är en schweizisk ishockeyspelare.
Hon tog OS-brons i damernas ishockeyturnering i samband med de olympiska ishockeytävlingarna 2014 i Sotji.